# Hurts
Hurts é um dueto britânico de synthpop de Manchester composto pelo vocalista Theo Hutchcraft (Richmond, North Yorkshire) e o synth player Adam Anderson (nascido em Manchester).
Em julho de  2009, a banda participou do Band of the Day do jornal The Guardian. Eles terminaram em 4º lugar na votação do "Sound of 2010" da BBC. No início de 2010, lançaram oficialmente seu single de estreia, "Better Than Love", e começaram a se apresentar ao vivo. "Illuminated" foi tema de um anúncio da emissora de TV britânica Sky1 HD que promovia os seriados de sua grade (Bones, House, Fringe) na primavera/verão de 2010 do Hemisfério Norte. A música do grupo "Wonderful Life", remixada por Arthur Baker, foi trilha sonora da série The Vampire Diaries, da emissora norte-americana CW. O álbum de estreia Happiness foi lançado no dia 6 de setembro de 2010, com a participação especial de Kylie Minogue na canção "Devotion".
Para promover o lançamento do álbum de estreia, a banda colaborou com o autor Joe Stretch para produzir um livro em áudio interativo narrado por Anna Friel. O livro é encontrado no Spotify na primeira entrada do termo "a5m4" na ferramenta de busca do site. Antes do  nome "Hurts", o cantor Theo e Adam se intitulavam de The Bureau e depois de Daggers.
O duo lançou seu segundo álbum de estúdio, Exile, em março de 2013.

## Membros
- Theo David Hutchcraft (30 de agosto de 1986) – Vocal
- Adam David Anderson (14 de maio de 1984) – Sintetizador, guitarra.

## Discografia

### Álbuns de estúdio
| Ano  | Detalhes do álbum                                                                                | Posições nas paradas | Posições nas paradas | Posições nas paradas | Posições nas paradas | Posições nas paradas | Posições nas paradas | Posições nas paradas | Posições nas paradas | Posições nas paradas | Certificações                       |
| Ano  | Detalhes do álbum                                                                                | RU                   | AUT                  | DIN                  | FIN                  | ALE                  | IRL                  | HOL                  | SUÉ                  | SUÍ                  | Certificações                       |
| ---- | ------------------------------------------------------------------------------------------------ | -------------------- | -------------------- | -------------------- | -------------------- | -------------------- | -------------------- | -------------------- | -------------------- | -------------------- | ----------------------------------- |
| 2010 | Happiness - Lançado: 27 de agosto de 2010 - Gravadora: RCA - Formatos: CD, Download              | 4                    | 2                    | 7                    | 3                    | 2                    | 9                    | 18                   | 4                    | 2                    | - POL: Platina                      |
| 2013 | Exile - Lançado: 8 de março de 2013 - Gravadora: RCA - Formatos: CD, download digital            | 9                    | 4                    | 31                   | 2                    | 3                    | 34                   | 20                   | 17                   | 2                    | - POL: Ouro - ALE: Ouro - SUI: Ouro |
| 2015 | Surrender - Lançado: 9 de outubro de 2015 - Gravadora: Columbia - Formatos: CD, download digital | 12                   | 14                   | —                    | 13                   | 8                    | 48                   | 30                   | 47                   | 1                    |                                     |
| 2017 | Desire - Lançado: 29 de setembro de 2017 - Gravadora: Columbia - Formatos: CD, download digital  | 21                   | 24                   | —                    | 6                    | 14                   | —                    | —                    | —                    | 8                    |                                     |
| 2020 | Faith - Lançado: 4 de setembro de 2020 - Gravadora: Lento - Formatos: CD, download digital       | 21                   | 8                    | —                    | —                    | 9                    | —                    | 59                   | —                    | 10                   |                                     |

### EP
| Ano  | Detalhes do álbum                                                                           |
| ---- | ------------------------------------------------------------------------------------------- |
| 2010 | The Belle Vue EP - Lançamento: 9 de julho 2010 - Gravadora: Major Label - Formato: Download |

### Singles
| Ano                                                                | Single                                          | Posições nas paradas | Posições nas paradas | Posições nas paradas | Posições nas paradas | Posições nas paradas | Posições nas paradas | Posições nas paradas | Posições nas paradas | Posições nas paradas | Posições nas paradas | Álbum     |
| Ano                                                                | Single                                          | RU                   | AUT                  | DIN                  | FIN                  | ALE                  | IRL                  | HOL                  | SUE                  | SUI                  | EU                   | Álbum     |
| ------------------------------------------------------------------ | ----------------------------------------------- | -------------------- | -------------------- | -------------------- | -------------------- | -------------------- | -------------------- | -------------------- | -------------------- | -------------------- | -------------------- | --------- |
| 2010                                                               | "Better Than Love"                              | 50                   | —                    | —                    | —                    | —                    | —                    | 88                   | —                    | 56                   | —                    | Happiness |
| 2010                                                               | "Wonderful Life"                                | 21                   | 6                    | 8                    | 15                   | 2                    | 38                   | 83                   | 30                   | 4                    | 10                   | Happiness |
| 2010                                                               | "Stay"                                          | 50                   | —                    | —                    | —                    | —                    | —                    | —                    | —                    | 13                   | —                    | Happiness |
| 2010                                                               | "All I Want for Christmas Is New Year's Day"[A] | —                    | 67                   | —                    | —                    | —                    | —                    | —                    | —                    | —                    | —                    | Happiness |
| 2011                                                               | "Sunday"                                        | 57                   | —                    | —                    | —                    | —                    | —                    | —                    | —                    | —                    | —                    | Happiness |
| 2011                                                               | "Illuminated" / "Better Than Love"              | 68                   | —                    | —                    | —                    | —                    | —                    | —                    | —                    | —                    | —                    | Happiness |
| 2011                                                               | "Blood, Tears & Gold"                           | —                    | 45                   | —                    | —                    | 39                   | —                    | —                    | —                    | 54                   | —                    | Happiness |
| 2013                                                               | "Miracle"                                       | 120                  | 43                   | —                    | —                    | 23                   | —                    | —                    | —                    | 27                   | —                    | Exile     |
| 2013                                                               | "Blind"                                         | 180                  | 60                   | —                    | —                    | 52                   | —                    | —                    | —                    | —                    | —                    | Exile     |
| 2013                                                               | "Somebody to Die For"                           | —                    | 57                   | —                    | —                    | 46                   | —                    | —                    | —                    | 62                   | —                    | Exile     |
| 2015                                                               | "Some Kind of Heaven"                           | —                    | —                    | —                    | —                    | —                    | —                    | —                    | —                    | 66                   | —                    | Surrender |
| 2015                                                               | "Rolling Stone"                                 | —                    | —                    | —                    | —                    | —                    | —                    | —                    | —                    | —                    | —                    | Surrender |
| 2015                                                               | "Lights"                                        | —                    | —                    | —                    | —                    | —                    | —                    | —                    | —                    | —                    | —                    | Surrender |
| 2015                                                               | "Slow"                                          | —                    | —                    | —                    | —                    | —                    | —                    | —                    | —                    | —                    | —                    | Surrender |
| 2015                                                               | "Wish"                                          | —                    | —                    | —                    | —                    | —                    | —                    | —                    | —                    | —                    | —                    | Surrender |
| 2017                                                               | "Beautiful Ones"                                | —                    | —                    | —                    | —                    | —                    | —                    | —                    | —                    | —                    | —                    | Desire    |
| 2017                                                               | "Ready to Go"                                   | —                    | —                    | —                    | —                    | —                    | —                    | —                    | —                    | —                    | —                    | Desire    |
| 2017                                                               | "Chaperone"                                     | —                    | —                    | —                    | —                    | —                    | —                    | —                    | —                    | —                    | —                    | Desire    |
| "—" denota singles lançados que não entraram nas paradas musicais. |                                                 |                      |                      |                      |                      |                      |                      |                      |                      |                      |                      |           |

Notas
- A  - O single foi lançado no Reino Unido como download digital gratuito em 14 de dezembro de 2010, sendo assim, não pôde entrar nas paradas do país.